# مركز أميس للأبحاث

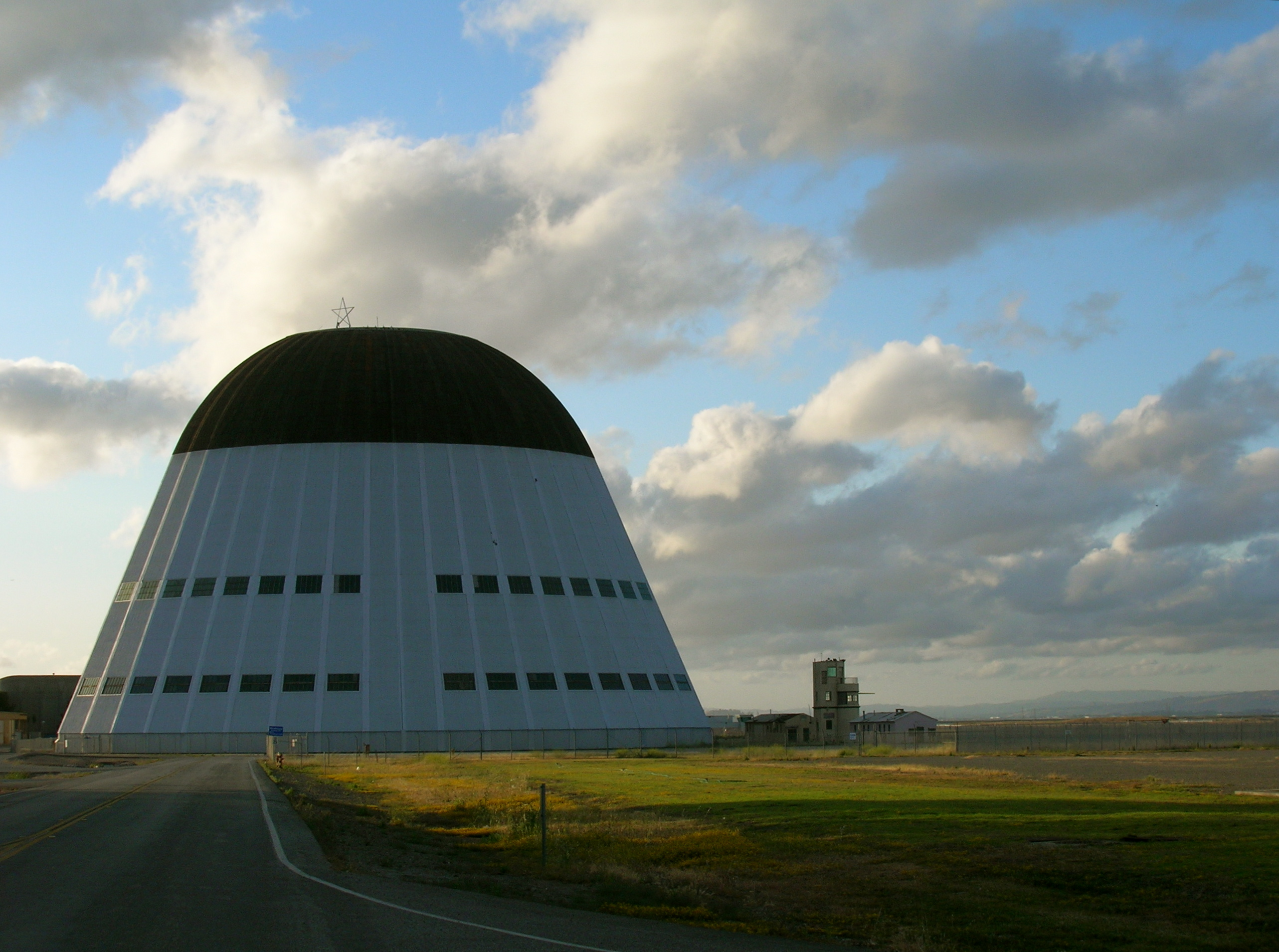
هاجار ون في ماونتن فيو

مركز أميس للأبحاث (بالإنجليزية: Ames Research Center)‏ هو أحد مراكز الأبحاث التابعة لناسا يتواجد في مطار موفيت الفيدرالي الذي يتواجد في وادي السيليكون في كاليفورنيا في الولايات المتحدة، كان هذا المركز هو ثاني مختبر تابع إلى اللجنة الاستشارية الوطنية للملاحة الجوية، تم افتتاحه في سنة 1939 وفي سنة 1958 قامت ناسا بتسميته بأميس نسبةً إلى العالم جوزيف سويتمان أميس، حسب ما أعلنت ناسا ذكرت أن حوالي 2300 باحث عملوا في المركز وأن ميزانيته حوالي 860 مليون دولار أمريكي.